# Oblast de Transbaïkalie
1851–1922
Entités suivantes :
- Gouvernement de Transbaïkalie

L’oblast de Transbaïkalie (en russe : Забайкальская область) est une division administrative de l’Empire russe située en Sibérie orientale, à l’est du Lac Baïkal, avec pour capitale la ville de Tchita. Créé en 1851 l’oblast devint un gouvernement en 1922.

## Géographie
L’oblast de Transbaïkalie était bordé au sud et sud-ouest par l’empire de Chine, à l’ouest et au nord-ouest par le Gouvernement d'Irkoutsk, au nord-est par l’oblast de Iakoutsk et à l’est par l’oblast de l'Amour.
Le territoire de l’oblast de Transbaïkalie est de nos jours partagé entre la Bouriatie et le kraï de Transbaïkalie.

## Subdivisions administratives
Au début du XXe siècle l’oblast de Transbaïkalie était divisé en huit ouiezds : Akcha, Bargouzine, Verkhneoudinsk, Nertchinsk, Nertchinski Zavod, Selenginsk, Troïtskossavsk et Tchita.

## Population
En 1897 la population du gouvernement était de 672 037 habitants, dont 65,1% de Russes et 26,7% de Bouriates.